# Santa Rita do Tocantins
Santa Rita do Tocantins este un oraș din statul Tocantins (TO), Brazilia.